# Ernest W. DuBester
Ernest William DuBester (Passaic, Nueva Jersey,  4 de septiembre de 1950) es un abogado, profesor y funcionario estadounidense. Miembro de la Autoridad Federal de Relaciones Laborales desde  2009, comenzó su carrera en la Junta Nacional de Relaciones Laborales, como asesor del expresidente y miembro de la FLRA John H. Fanning. DuBester fue también asesor fiscal en la firma Highsaw & Mahoney, o asesor legislativo en la AFL-CIO. Durante el período 1993-2001, fue presidente y miembro de la Junta Nacional de Mediación. Entre 2001 y 2005, DuBester fue profesor y director del Programa de Resolución de conflictos en la Antonin Scalia Law School.